# Амеба (алгебрична геометрія)

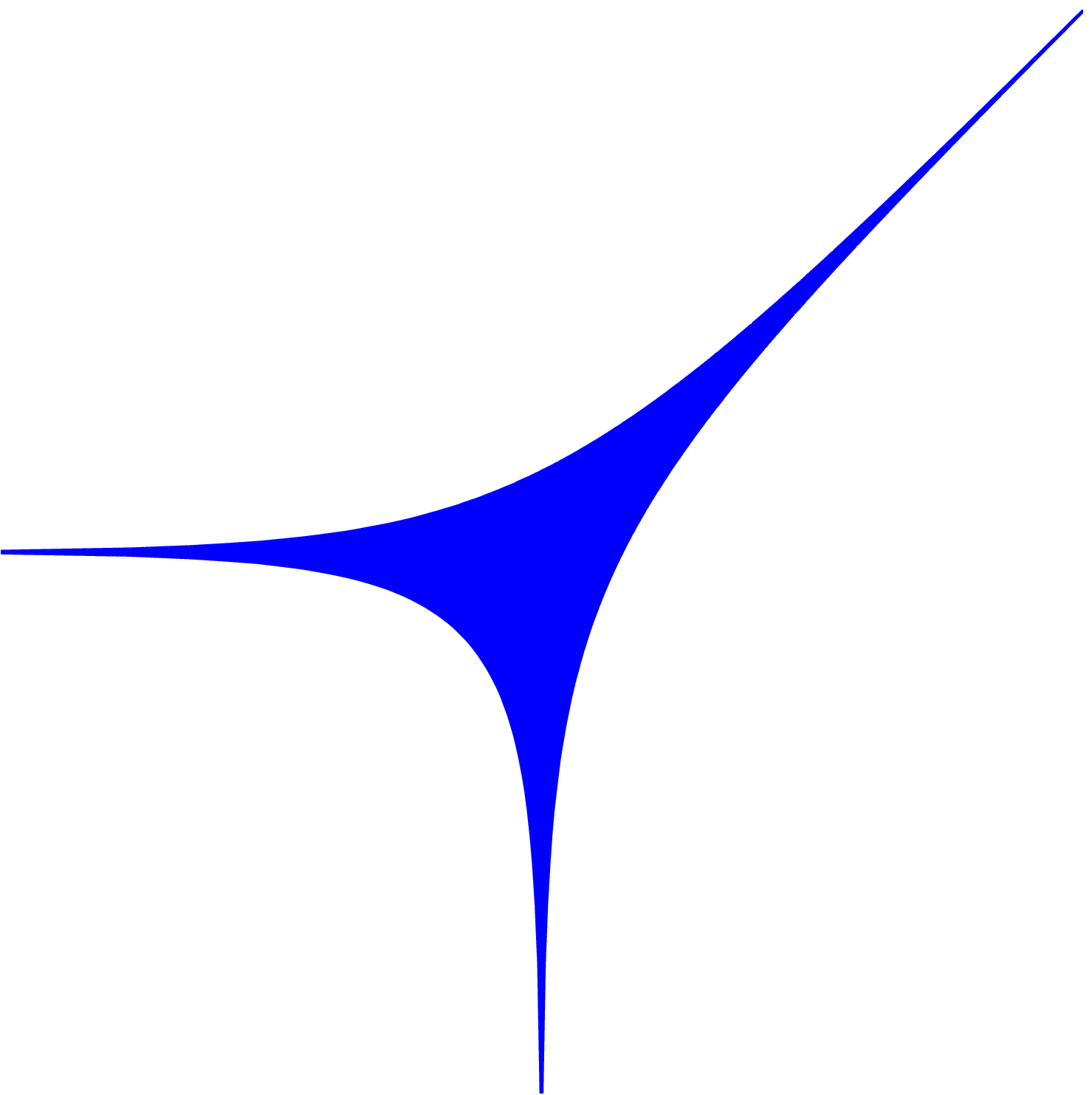
Амеба лінійного многочлена

У алгебричній геометрії, амебою замкнутої аналітичної підмножини {\displaystyle (\mathbb {C} ^{*})^{n}} називається образ цієї підмножини під дією відображення
{\displaystyle Log:(\mathbb {C} ^{*})^{n}\to \mathbb {R} ^{n},\quad (z_{1},\dots ,z_{n})\mapsto (\log |z_{1}|,\dots ,\log |z_{n}|).}
Зокрема, амебою многочлену від декількох комплексних змінних називається амеба її множини нулів.
Поняття амеби вперше з'явилося в монографії Гельфанда, Карпанова і Зелевінського 1994 року.